# Dingley Dell Conservation Park
Dingley Dell Conservation Park är en park i Australien. Den ligger i delstaten South Australia, omkring 390 kilometer sydost om delstatshuvudstaden Adelaide. Dingley Dell Conservation Park ligger 12 meter över havet.
Trakten är glest befolkad. Närmaste större samhälle är Port MacDonnell, nära Dingley Dell Conservation Park. 
Trakten runt Dingley Dell Conservation Park består till största delen av jordbruksmark. Genomsnittlig årsnederbörd är 956 millimeter. Den regnigaste månaden är juni, med i genomsnitt 165 mm nederbörd, och den torraste är februari, med 18 mm nederbörd.